# Ana Dalaseno
Ana Dalaseno (en griego: Ἄννα Δαλασσηνή, c. 1025-c. 1102) también conocida como "Madre de los Comneno" fue una emperatriz bizantina madre del emperador Alejo I Comneno. Conservó el apellido Dalaseno, por ser más ilustre que el de su padre (o incluso el de su esposo). Poco se sabe del padre, más allá de haber sido un oficial imperial en Italia.

## Historia
Mujer muy instruida e inteligente, llegaba a menudo a la mesa con un libro en las manos y en el curso de la comida comentaba las cuestiones dogmáticas propuestas por los Padres. Le gustaba sobre todo hablar de filosofía y del mártir Máximo.
Ana Dalaseno fue la madre del emperador bizantino Alejo I Comneno. Fue regente durante los primeros años de gobierno de su hijo.
Fundó junto con Cristódulo de Patmos el convento de San Juan Teólogo. El convento de Büyükada fue el lugar de exilio de la emperatriz.

- "... no sólo honor de su sexo, sino también gloria de la naturaleza humana"
Alexiada, por Ana Comneno (1148).